# Вурманкаси (Алманчинське сільське поселення)
Вурманка́си (рос. Вурманкасы, чув. Вăрманкас) — присілок у складі Красноармійського району Чувашії, Росія. Входить до складу Алманчинського сільського поселення.
Населення — 109 осіб (2010; 133 у 2002).
Національний склад:
- чуваші — 98 %